# Wereldkampioenschappen roeien 2012
De 41e editie van de wereldkampioenschappen roeien werden gehouden van 15 augustus tot en met 29 augustus 2012. Het jaarlijkse roeievenement vond plaats in Plovdiv, Bulgarije. Het toernooi staat onder auspiciën van de wereld roeifederatie FISA.

## Onderdelen
In dit Olympisch jaar staan alleen de niet-olympische onderdelen op het programma. Welke onderdelen dit zijn, staan in de volgende tabel.
| Boot | Boot        | Man | M, Licht | Vrouwen | V, Licht |
| ---- | ----------- | --- | -------- | ------- | -------- |
| 1x   | Skiff       |     | WK       |         | WK       |
| 2-   | Twee zonder |     | WK       |         |          |
| 2+   | Twee met    | WK  |          |         |          |
| 4x   | Dubbel vier |     | WK       |         | WK       |
| 8+   | Acht        |     | WK       |         |          |

## Medaillewinnaars

### Mannen
| Bootklasse              | Goud | Goud    | Zilver | Zilver  | Brons | Brons   |
| Lichte skiff LM1x       | Denemarken Henrik Stephansen | 6:56,41 | Hongarije Péter Galambos | 6:57,50 | Verenigde Staten Andrew Campbell Jr                                                                         | 6:57,88 |
| Twee met M2+            | Wit-Rusland Stanislau Shcharbachenia Aliaksandr Kazubouski Piotr Piatrynich                                                                                       | 6:55,33 | Frankrijk Michael Molina Benjamin Lang Benjamin Manceau                                                                                                 | 6:55,93 | Canada Kai Langerfeld Peter McClelland Dane Lawson                                                          | 6:56,61 |
| Lichte twee zonder LM2- | Italië Luca De Maria Armando Dell'Aquila | 6:37,11 | Nederland Arnoud Greidanus Joris Pijs | 6:37,18 | Frankrijk Jean-Christophe Bette Fabien Tilliet                                                              | 6:39,88 |
| Lichte dubbel vier LM4x | Polen Adam Sobczak Mariusz Stańczuk Artur Mikolajczewski Milosz Jankowski                                                                                         | 5:55,03 | Griekenland Georgios Konsolas Nikolaos Afentoulis Panagiotis Magdanis Eleftherios Konsolas                                                              | 5:56,74 | China Yangyang Liang Yang Guo Guofeng Fa Deming Kong                                                        | 5:57,12 |
| Lichte acht LM8+        | Duitsland Matthias Schömann-Finck Jost Schömann-Finck Martin Kuehner Jonas Schützeberg Christian Hochbruck Jochen Kuehner Bastian Seibt Lars Wichert Martin Sauer | 5:44,10 | Italië Jiri Vlcek Catello Amarante Salvatore di Somma Davide Riccardi Livio la Padula Martino Goretti Andrea Caianiello Metteo Pinca Gianluca Barattolo | 5:46,78 | China Feng Ke Yulja Meng Jiahai Wang Shuai Shi Xiaoyun Zheng Zhenwei Hou Qiang Li Jingbin Zhao Minjian Wang | 5:47,85 |

### Vrouwen
| Bootklasse              | Goud                                                                | Goud    | Zilver                                                                     | Zilver  | Brons                                                          | Brons   |
| Lichte skiff LW1x       | Griekenland Alexandra Tsiavou                                       | 7:32,37 | Oostenrijk Michaela Taupe-Traer                                            | 7:37,04 | Wit-Rusland Alena Kryvasheyenka                                | 7:38,93 |
| Lichte dubbel vier LW4x | Polen Magdalena Kemnitz Jaclyn Halko Agnieszka Renc Weronika Deresz | 6:36,17 | Denemarken Helene Olsen Sarah Juergensen Christina Pultz Sarah Christensen | 6:37,82 | Italië Giulia Pollini Enrica Marasca Elena Coletti Erika Bello | 6:39,13 |

## Medaillespiegel
| Plaats | Land             | Goud | Zilver | Brons | Totaal |
| 1      | Polen            | 2    | 0      | 0     | 2      |
| 2      | Italië           | 1    | 1      | 1     | 3      |
| 3      | Denemarken       | 1    | 1      | 0     | 2      |
| 3      | Griekenland      | 1    | 1      | 0     | 2      |
| 5      | Wit-Rusland      | 1    | 0      | 1     | 2      |
| 6      | Duitsland        | 1    | 0      | 0     | 1      |
| 7      | Frankrijk        | 0    | 1      | 1     | 2      |
| 8      | Oostenrijk       | 0    | 1      | 0     | 1      |
| 8      | Hongarije        | 0    | 1      | 0     | 1      |
| 8      | Nederland        | 0    | 1      | 0     | 1      |
| 11     | China            | 0    | 0      | 2     | 2      |
| 12     | Canada           | 0    | 0      | 1     | 1      |
| 12     | Verenigde Staten | 0    | 0      | 1     | 1      |
| Totaal | Totaal           | 7    | 7      | 7     | 21     |